# 清瀬市立元町こども図書館
清瀬市立元町こども図書館（きよせしりつもとまちこどもとしょかん）とは、東京都清瀬市が設置する、児童書専門の公共図書館である。
清瀬市で2番目の図書館で、1976年（昭和51年）に清瀬駅北口にあった清瀬市民センター内に誕生した。当時は「元町図書館」という名称で、児童書専門ではなかった。
1995年（平成7年）9月に駅前図書館が設置されると、距離の近い元町図書館の位置付けが問題となり、市民からの要望等もあって、同年12月、児童書専門の「元町こども図書館」として再出発している。
貸出者数の減少等を理由に、市は2024年3月の議会で廃止を決めたが、市民からの要望等により、2025年2月の臨時市議会で存続の方針が出された。ただし、図書館設置条例上からは削除され、駅前図書館の付属施設という位置づけになっている。

## 沿革
1976年（昭和51年）8月、元町こども図書館の前身である、元町図書館が清瀬市民センター3階に開館する。5,000冊の児童書でスタートし、開館時間は下表の通りである。
| 月   | 火                          | 水          | 木          | 金          | 土          | 日          |
| ---- | --------------------------- | ----------- | ----------- | ----------- | ----------- | ----------- |
| 休館 | 13:00-17:00 （第1,3週のみ） | 13:00-17:00 | 13:00-17:00 | 13:00-17:00 | 13:00-17:00 | 13:00-17:00 |

### 年表
- 1976年（昭和51年）5月 - 清瀬市民センターが開館[2]
- 1976年（昭和51年）8月1日 - 清瀬市民センター内に元町図書館が開館
- 1995年（平成7年）12月19日 - 児童書専門の元町こども図書館として再開館
- 2024年（令和6年）3月 - 図書館設置条例から削除される
- 2025年（令和7年）2月 - 駅前図書館の附属施設として存続する方針が出される